# Vincenzo Pucitta

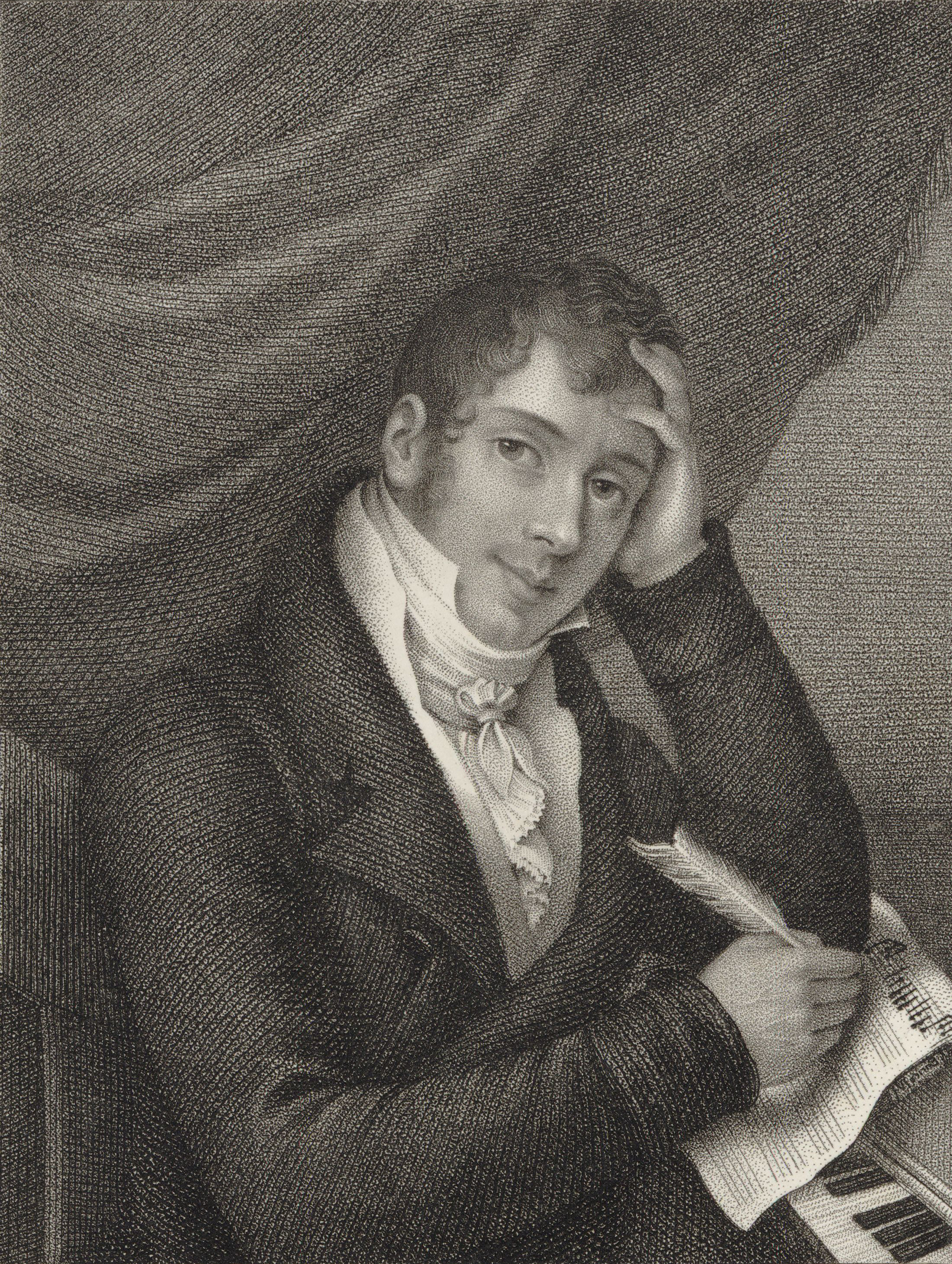
Maxim Gauci: Vincenzo Pucitta (1812)

Vincenzo Pucitta (geboren 17. Februar 1778 in Civitavecchia, Kirchenstaat; gestorben 20. Dezember 1861 in Mailand) war ein italienischer Opernkomponist und ein Vertreter der sogenannten Neapolitanischen Schule.

## Leben und Wirken
Vincenzo Pucitta wurde im Alter von 12 Jahren im Conservatorio della Pietà dei Turchini in Neapel aufgenommen. Dort zählten Fedele Fenaroli und Nicola Sala zu seinen Lehrern. 1800 wurde seine erste Oper Le nozze senza sposa im Teatro Ducale in Parma aufgeführt. Nach zwei weiteren Opern erzielte er 1801 mit Il furisco an der Mailänder Scala einen Durchbruch, der ihn populär machte. Seine größten Erfolge erzielte er, als er die Sängerin Angelica Catalani kennenlernte, die seiner Musik sehr zugetan war. Fortan komponierte Pucitta zahlreiche Werke, die ihren stimmlichen Möglichkeiten und Charakteristika zugutekamen. Er begleitete die Catalani nach London, wo er Musikdirektor am King’s Theatre wurde. Ein Höhepunkt seiner Laufbahn war 1814 die Gala-Aufführung seiner Oper Aristodemo im Beisein des englischen Königspaares, des russischen Zaren und des preußischen Königs. Von 1815 bis 1817 war Pucitta Klavierbegleiter der Catalani, als diese in Paris das Théâtre-Italien leitete. 1817 kam es zu einem Streit mit dem Ehemann der Catalani, der Pucitta veranlasste, nach Italien zurückzukehren, um sich in Rom niederzulassen. Ab dem Zeitpunkt der Trennung von der Sängerin hatten seine wenigen noch komponierten Opern nicht mehr den bisherigen Erfolg und schon vor Ende seines Lebens waren seine etwa 28 Bühnenwerke in Vergessenheit geraten.